# Caton l'Ancien (roman)
Caton l'Ancien (Catone l'Antico) est un roman de Eugenio Corti, publié en 2005.

## Résumé
C'est avant tout l'histoire d'un homme, Marcus Porcius Caton (dit Caton l'Ancien, 234-149 av. J.-C.), symbole emblématique des vertus romaines dans une époque de crise et de changements profonds, qui curieusement rappelle notre époque par certains aspects.

## L'écriture de Corti
Caton l'Ancien est un roman en images, construit comme un scenario, deux cents scènes avec les décors, et entre les épisodes des médaillons présentant des personnages ou événements historiques.

"Évoqués sous nos yeux avec un grand talent littéraire, nous voyons vivre les hommes de ce temps-là : les hommes du peuple, les nobles, les esclaves, les légionnaires, les affairistes sordides (que Caton chassera de sa province, quand il sera préteur), les sévères matrones romaines, les libres barbares d'Espagne, les audacieux pirates illyriens, les grecs orgueilleux, mais désormais incapables d'assurer leur indépendance."

## Éditions/traductions
- Catone l'Antico, Edizioni Ares, 2005
- Caton l'Ancien, trad. par Gérard Genot, Éditions de Fallois/L'Âge d'Homme, 2005  (ISBN 2-87706-568-5)
- Catón el Viejo, Ediciones Sígueme, 2008